# ファミスタ64
『ファミスタ64』（ファミスタろくよん〔※当時のラジオCMより。脚注参照〕、Famista 64）は1997年11月28日にナムコがNINTENDO 64（N64）用に発売した野球ゲーム。ナムコが日本国内で発売した唯一のN64用ソフトである。
ファミスタシリーズは1986年の第1作目以来、本作まで12年連続して任天堂製家庭用据置型ゲーム機において新作が発売され続けたが、本作発売後、2003年5月30日の『ファミリースタジアム2003』（ニンテンドー ゲームキューブ）まで、約6年にわたって発売されなかった（任天堂製家庭用携帯ゲーム機の新作は、約5年の2002年6月28日に『ファミスタアドバンス』が発売された）。

## 概要
選手名や球団名は実在のもの（日本野球機構・プロ野球12球団公認データ）が使われているが、球場は架空のものである。シリーズでおなじみのナムコスターズやアメリカンズといった架空球団も収録されている。ハードがNINTENDO64になったことで投打画面の選手はポリゴンで描写されており、打撃と投球のモーションはモーションキャプチャで作られている。
試合中に野次が飛ぶ仕様も前作の「スーパーファミスタ」シリーズ（4〜5）から受け継がれている。球場によって異なる6種類の方言の野次が用意されている。この内、関東圏の球場には、標準語が聞ける球場とコギャル語の野次が聞ける球場がある（流れる球場は神宮の森球場とナムコ球場で音声は「超MM」など）。
オーダー時の各選手にはコメントが搭載されているのも特徴。
試合終了後の結果報告に表示される架空のスポーツ新聞「ナムコスポーツ」は、本作のみウェブページ形式で見られるようになった。ある箇所をAボタンで押すと試合結果とは無関係だが「隠しページ」が見られる。
データセーブにはコントローラーパックが必須になっている。使用ページ数は123（全ページ）。そのため、未使用のコントローラーパックを用意するか、中のデータを全て消去して空き容量を用意する必要がある。

## モード
モードは全部で10種類ある。通常の対戦の他に特殊な対戦方式やミニゲームなどがある。選択カーソルをそれぞれのモードに合わせしばらくすると、下のテロップの操作コマンドの説明後に解説が流れる。
1戦勝負
通常の対戦モード。12球団とオリジナルチームナムコスターズ、アメリカンズに加え、プレイヤーで作成した「君の最強チーム」のデータ球団の計15チーム（二人分のデータの読み込んだ場合、計16チーム）。この中から好きな球団、好きな球場（12球場）を選んでプレイできる。
リーグ戦
チーム総当りのリーグ戦。試合数や1試合のイニング数などを設定して戦う。最大6人までプレイヤーの参加が可能。足りない分はコンピュータが担当する。チームは基本的に15チーム全てが選べ、オリジナル球団やナムコスターズも参加が可能になっている。それ以外は基本的にペナントと同じ。コンピューター同士の対戦は、選手オーダー確認後、観戦は無く、試合終了結果画面に入る。
ペナント
実際のプロ野球と同等の長期戦。実際のプロ野球と同じく、135試合のペナントレースを戦い抜き、リーグ優勝、果ては日本一（日本シリーズ優勝）を目指す。日程は基本的に1997年のプロ野球全日程を参考にしている。ナムコスターズ等のオリジナル球団を参加させる場合は、実在球団のどれかと入れ替わる形になる。各チームのホーム、ビジターの2試合行う合計10試合のみのモードもある（日本シリーズの4勝制は同じ）。
ペナントの最中でも各種イベントが用意されており、ケガをするイベントもある。
各月に用意されたイベントはその日になると起こり、「YES」「NO」の選択肢で行動を選択する。その後の結果は運次第で選手のやる気が底上げされる場合もあれば、逆にどん底になる場合もある
例を挙げると、4月に用意されたお花見イベントで選手がお花見に行くかどうかを尋ねるイベントがある。
- 「YES」を選択
  - →成功:お花見に行き、選手が日頃の疲れをリフレッシュでき、やる気が上がる
  - →失敗:「ゆっくり休みたかった」と文句を言い出し、やる気が下がる
- 「NO」を選択
  - →成功:「これでゆっくり休めるぞ」と喜び、やる気が上がる
  - →失敗:お花見に行けないことに文句を言い出し、やる気が下がる

成功すると次の試合でほとんどの選手が好調状態になる。しかし、失敗すると次の試合で不調の選手が増えてしまう（特に本作は不調になると従来以上に不利な状態となる）ので、こういったイベントをうまく成功させるのがペナントを制覇するコツである。
オールスター
セントラル・パシフィック両リーグのスター選手が集まる夢の祭典で1試合を楽しむモード。まずはセ・リーグかパ・リーグのどちらかを選び、球場を選択した後、選手の選出に移る。
選出方法は用意された12種類のキーワードから3種類選び、キーワードに見合った選手が自動で決定する方式になっている。キーワードには「人気がある」、「長距離砲」、「変化球が切れる」といったものがある。同じキーワードを選ぶことができ、3つ全て同じキーワードにすることも可能である。キーワードを選び終わると、出場選手一覧が表示される（ただしレギュラー選手のみで控え選手は決定して見ないとわからない）。結果が出ても納得がいかない場合は戻って選びなおすことが可能。
君の最強チーム
本作最大の目玉となるモード。突然地球に襲来し、日本プロはおろか世界中の野球を壊滅させてしまった「メタル星人」を倒すために発起したプレイヤーの主人公全国を回り、プロ野球選手を集めていき、最強球団を作り上げることが目的。
全国に散らばったのは実在12球団所属・ナムコスターズ・アメリカンズの選手で、彼らの元を訪れて、必ずミニゲーム形式でスカウトしながら選手を獲得していく。各球団（ナムコ・アメリカンズも含む）の監督も現役選手として登場する。所属選手は年々成長し、現実世界や本来の設定以上に強くなる事ができるが、高齢になりピークを過ぎると逆に衰えていく。
巡回中、毎月アクションをしている全国各地の名物に触れるとイベントが発生し、出身都道府県、または出身地方。何十代の選手の能力がアップする。メタル星人勝利後以降は設定した本拠地以外の都道府県で「地元チーム」との対戦が出来る。
本来のメタル星人を倒すという目的を果たしても、メタル星人が「4回勝負じゃなくて3回勝負だったっけ？」、「本当は兄がプレイしてないか？」、「お腹も痛かったし微熱もあった」、「納得がいかない」、「インターネットのやりすぎで寝不足だった」などといった言い訳をしつつ「また来年地球に来るから、首を洗って待っていろ」という言葉を残して去っていき、繰り返し戦い続けることになり、そのたびにメタル星人は強化される。メタル星人に10回勝利するとメタル星人が実力を認め、一応のエンディングを迎えるが、エンディング後も主人公自身の年齢ピークを迎えない限りは半永久的にチーム強化に勤しむことが可能である。
協力プレー
3人から4人までで対戦できる特殊モード。各プレイヤーにチームを割り振る以外は基本的に一戦勝負と同じ。
「スーパーファミスタ5」以来の複数対戦となり、2対2はもちろん3対1の変則対戦や4人対COMの対戦も可能である。
各選手を担当するプレイヤーを細かく設定できるので、普段とは違った戦術が可能だが、複数人で対戦する場合は担当の選手を間違えるなどの混乱も招くので、連係プレーが出来るかどうかがカギになる。
試合終了後のナムコスポーツでは、チーム成績のページの中に協力プレー専門の項目があり、各プレイヤーの打撃成績と評価が表示され、誰が活躍し、誰が足を引っ張ったかが一目でわかるようになっている。
ミニゲーム
君の最強チームに登場するミニゲームを単独でプレイできるモード。プレイできるミニゲームは「くじ引き」を除く7種類。ミニゲームによっては雪合戦など、4人まで対戦できるものもある。コールの「はじめっ」「そこまでっ」の文字はクイズ番組のマジカル頭脳パワー!!のコーナー「マジカルグランプリ」でも用いられた。
助っ人を作ろう
「スーパーファミスタ5」の選手エディタモードに相当している、オリジナル選手を作成するモード。最大9人まで作成可能。
作成するファイルを決め、所属球団・名前・容姿などの基本データ・守備データ（ポジション決め）・投手データ（投手のみ）・利き腕&得意球種（投手のみ）を決めて選手の完成となる。
自由にデータを変更（打率は4割9分9厘まで）できるので、中速（スローボール〔本作では、チェンジアップとしている〕の速さ）200キロなどの怪物選手の作成も可能（ストレートよりもスローボールの方が速いといった変則投手も作成できる）。
このように自由度が高く、ゲームバランスを急激に壊す選手を作成することも出来る。但し作成及び所属できるのは実在のセ・パ12球団のみで、ナムコスターズ・アメリカンズの選手の作成及びナムコスターズ・アメリカンズへの所属はできない。

## 登場する球場
全12球場。この内、2球場は2球団が共有する形となっている。
- 神宮の森球場 - ヤクルトスワローズの本拠地。明治神宮野球場がモデル
- みなとの横球場 - 横浜ベイスターズの本拠地。横浜スタジアムがモデル
- もみじ球場 - 広島東洋カープの本拠地。広島市民球場がモデル
- たまごドーム - 読売ジャイアンツ、日本ハムファイターズの本拠地。東京ドームがモデル
- 六甲山球場 - 阪神タイガースの本拠地。阪神甲子園球場がモデル
- ういろうドーム - 中日ドラゴンズの本拠地。ナゴヤドームがモデル
- 所沢球場 - 西武ライオンズの本拠地。西武ライオンズ球場がモデル
- みどり球場 - オリックスブルーウェーブの本拠地。グリーンスタジアム神戸がモデル
- たこ焼きドーム - 近鉄バファローズの本拠地。大阪ドームがモデル
- うまかドーム - 福岡ダイエーホークスの本拠地。福岡ドームがモデル
- マリン球場 - 千葉ロッテマリーンズ、アメリカンズの本拠地。千葉マリンスタジアムがモデル
- ナムコ球場 - ナムコスターズの本拠地

## 攻略本
攻略本は2冊が発売されている。
- ファミスタ64 オフィシャルガイドブック（発売元・アスペクト）
- ファミスタ64 公認ガイドブック（発売元・小学館）

## 備考

### 選手
- オールスターモードにおいて、特定の条件を選択することにより普段使用出来ない選手を起用することができる。
  - オリックスブルーウェーブ（以下、オリックス）の外野手、イチローの投手としての選出・出場。
  - オリックスの外野手（当時）、嘉㔟敏弘の投手としての選出・出場。
  - 実在12球団の監督の選手としての選出・出場。
- 千葉ロッテマリーンズ監督の近藤昭仁は、現役時代二塁手として実績を残し、オールスターゲームにも二度（1962年、1965年）二塁手として出場したが、本作で選手として登場する際、遊撃手に設定されている。
- 日本ハムファイターズ所属の小笠原道大は、実際は左打ちであるが、本作では右打ちに設定されている。
- 決め球がMFB（ムービングファストボール）に設定された投手のみ、MFBを投げることができる（実在投手では、日本ハムファイターズのキップ・グロスのみ）。

### 球場
- オープニングムービーは、全12球場分が用意されている（ムービー〜タイトル画面の後に、ムービーをモチーフとした試合のデモ画面が流れる〔起動後最初のムービー・デモ画面で流れる試合は、たこ焼きドームでの近鉄バファローズ対千葉ロッテマリーンズ戦〕）。ムービー中1PコントローラーのAボタンを押すと、打撃音。2PがAボタンを押すと着弾音が流れ、ムービーがスキップされる。
- オープン戦・リーグ戦などの球場選択画面の際、最初に先攻（ビジター）チームの本拠地球場のところへ選択カーソルが表示される。
- ゲーム中でのアメリカンズの本拠地球場はマリン球場とされている（攻略本では、アメリカンズのみ本拠地球場は明記していない）。

### 君の最強チームモード
- 君の最強チーム（以下、君チー）モードの主人公チームに属する主人公以外の「町内の野球好き」で括られる選手の名前には、本作スタッフの名前が使われている（好弘=岸本好弘（以下、岸本）チーフディレクター、昌弘=島本昌弘、敦=塩沢敦〔塩澤敦〕[注 1]ど）。
- 君チーモードの主人公チームにデフォルトで付けられるチーム名はランダムとなっている。そのチーム名の多くは、ファミスタ'92までに使用された架空のチーム名である。

### ナムコスポーツ
- ナムコスポーツのウェブページに表示されているアドレスは、当時のナムコ公式ホームページのアドレスだった（http://www.namco.co.jp/ - 現在は2006年3月31日に旧ナムコより分離新設されたアミューズメント施設運営会社のナムコから社名変更されたバンダイナムコアミューズメントへ転送される）。
- ナムコスポーツのチーム成績ページにある隠された場所にカーソルを合わせてクリックすると秘密のページが見られる。

### BGM
- 試合中のBGMとなっている応援曲は、SUPERワールドスタジアムシリーズの1998年版以降の作品にも使われた。
  - この内、ランナーなしの状態で使われる曲のタイトルには、岸本の名前が入っている。タイトルは「ORE WA KISHIMOTO（おれはきしもと）」。

### CM・広告
- ラジオCMには岸本自身が出演し、ファミスタへの思いを語った。また、BGMには上記の「ORE WA KISHIMOTO」が使われた[1]。
- テレビCMには、元ロッテ・大洋・日本ハム投手の石川賢が出演した[2]。
- 雑誌広告は、歴代ファミスタ作品（ファミコン版・スーパーファミコン版・本作）のスクリーンショットを取り込んだプリクラシールを貼ったナムコスターズのヘルメットの写真だった。